# Mysis mixta
Mysis mixta är en kräftdjursart som beskrevs av Wilhelm Lilljeborg 1852. Enligt Catalogue of Life ingår Mysis mixta i släktet Mysis och familjen Mysidae, men enligt Dyntaxa är tillhörigheten istället släktet Michtheimysis och familjen Mysidae. Arten är reproducerande i Sverige. Inga underarter finns listade i Catalogue of Life.